# 322
| 322                |
| ------------------ |
| Dødsfald - Fødsler |
|                    |

| Gregoriansk kalender | 322 CCCXXII             |
| Ab urbe condita      | 1075                    |
| Armensk kalender     | I/T                     |
| Kinesiske kalender   | 3018 – 3019 辛巳 – 壬午 |
| Etiopisk kalender    | 314 – 315               |
| Jødisk kalender      | 4082 – 4083             |
| Hindukalendere       |                         |
| - Vikram Samvat      | 377 – 378               |
| - Shaka Samvat       | 244 – 245               |
| - Kali Yuga          | 3423 – 3424             |
| Iransk kalender      | 300 BP – 299 BP         |
| Islamisk kalender    | 309 BH – 308 BH         |

Se også 322 (tal)

## Begivenheder
- Valentius bliver ærkebiskop af Trier

## Sport
| År | Spire Denne artikel om et år, årti, århundrede eller årtusinde er en spire som bør udbygges. Du er velkommen til at hjælpe Wikipedia ved at udvide den. |